# Athyroglossa
Athyroglossa är ett släkte av tvåvingar. Athyroglossa ingår i familjen vattenflugor.

## Dottertaxa tillAthyroglossa, i alfabetisk ordning[1][2]
- Athyroglossa africana
- Athyroglossa argyrata
- Athyroglossa atra
- Athyroglossa barrosi
- Athyroglossa cressoni
- Athyroglossa dinorata
- Athyroglossa dubia
- Athyroglossa evidens
- Athyroglossa fascipennis
- Athyroglossa flaviventris
- Athyroglossa freta
- Athyroglossa glabra
- Athyroglossa glaphyropus
- Athyroglossa granulosa
- Athyroglossa kaplanae
- Athyroglossa laevis
- Athyroglossa lindneri
- Athyroglossa lucida
- Athyroglossa melanderi
- Athyroglossa metallica
- Athyroglossa nigripes
- Athyroglossa nitida
- Athyroglossa nudiuscula
- Athyroglossa ordinata
- Athyroglossa rivalis
- Athyroglossa scabra
- Athyroglossa schineri
- Athyroglossa semiseriata
- Athyroglossa similis
- Athyroglossa sulcata
- Athyroglossa tectora
- Athyroglossa transversa